# 北島織衛
北島 織衛（きたじま おりえ、1905年〈明治38年〉12月31日 - 1980年〈昭和55年〉4月27日）は、昭和期の日本の実業家。大日本印刷元会長。大平電工元社長。東邦紙業元取締役。

## 人物
1905年12月31日、大日本印刷元社長・青木弘の三男として東京に生まれ、北島吉兵衛の養子となる。1929年、東京帝国大学法学部英法科を卒業し、大日本印刷の前身・秀英舎に入社。1955年に同社社長就任、1979年、同社会長。経営陣の刷新や労使関係の調整に強気の姿勢であたり、事業の拡大と多角化に努めた。
大日本印刷を世界最大の印刷会社にするとともに、インテリア、清涼飲料、電気部品などに進出、多角化をはかった。外国誌印刷、ブッククラブ設立など国際化・総合情報産業化にも力を入れたほか、1948年に教育出版を創立し教科書出版にも乗り出した。1955年7月、小、中学校における教科書関係事件に関し、衆議院行政監察特別委員会に証人喚問された。また、日本教育テレビ（現・テレビ朝日）の取締役も務めた。1980年4月27日、死去。

## 家族
- 妻：野守寿（日本石油監査役・野守広次女）[6][7]
  - 長男：北島義俊
  - 次男：北島洋平